# 마르티나 뮐러 (테니스 선수)
마르티나 뮐러(독일어: Martina Müller, 1982년 10월 11일 ~ )는 독일의 전직 여자 프로 테니스 선수이다.

## 경력
마르티나 뮐러는 자신의 아버지였던 라인하르트 뮐러로부터 테니스를 배웠고 클레이코트에서 최고의 성공을 거두었다. 2002년 4월 21일에 헝가리 부다페스트에서 열린 WTA 투어 여자 단식 결승전에서는 스위스의 미리암 카사노바를 누르고 우승을 차지했다. 2002년 6월 17일에 네덜란드 스헤르토헨보스에서 열린 WTA 투어 여자 복식 결승전에서는 오스트레일리아의 캐서린 바클레이와 짝을 이루어 비앙카 라마데(독일)-마그달레나 말레에바(불가리아) 조를 누르고 우승을 차지했다.
마르티나 뮐러는 1999년부터 2007년까지 열린 ITF 서킷에서 여자 단식 10회 우승, 여자 복식 10회 우승을 차지했다. 2007년 4월 2일에는 역대 WTA 세계 여자 단식 최고 순위인 33위를 차지했고 2008년 2월 25일에는 역대 WTA 세계 여자 복식 최고 순위인 47위를 기록했다. 2011년 8월에 자신의 오랜 남자 친구였던 플로리안 슈키베와 결혼하면서 은퇴를 선언했다.